# Suiza en los Juegos Olímpicos de Helsinki 1952
Suiza estuvo representada en los Juegos Olímpicos de Helsinki 1952 por un total de 157 deportistas que compitieron en 17 deportes.  
El portador de la bandera en la ceremonia de apertura fue el gimnasta Walter Lehmann.

## Medallistas
El equipo olímpico suizo obtuvo las siguientes medallas:
| Nombre | Deporte            | Competición                      |
| --- | ------------------ | -------------------------------- |
| Oro |                    |                                  |
| Josef Stalder | Gimnasia artística | Barra fija M                     |
| Hans Eugster | Gimnasia artística | Paralelas M                      |
| Plata |                    |                                  |
| Fritz Schwab | Atletismo          | 10 km marcha M                   |
| Josef Stalder | Gimnasia artística | Barra fija M                     |
| Hans Eugster Ernst Fivian Ernst Gebendinger Jack Günthard Hans Schwarzentruber Josef Stalder Melchior Thalmann Jean Tschabold | Gimnasia artística | Concurso completo por eqs. M     |
| Gustav Fischer (Soliman) Gottfried Trachsel (Kursus) Henri Chammartin (Wöhler)                                                | Hípica             | Doma por eqs.                    |
| Enrico Bianchi Émile Ess Heinrich Scheller Karl Weidmann Walter Leiser (t)                                                    | Remo               | Cuatro con timonel (M4+) M       |
| Robert Bürchler | Tiro               | Rifle en tres posiciones 300 m M |
| Bronce |                    |                                  |
| Oswald Zappelli | Esgrima            | Espada ind. M                    |
| Paul Barth Willy Fitting Paul Meister Otto Rüfenacht Mario Valota Oswald Zappelli                                             | Esgrima            | Espada por eqs. M                |
| Josef Stalder | Gimnasia artística | Concurso completo ind. M         |
| Josef Stalder | Gimnasia artística | Paralelas M                      |
| Hans Eugster | Gimnasia artística | Anillas M                        |
| Hans Kalt Kurt Schmid | Remo               | Dos sin timonel (M2-) M          |